# Хътчинс Хепгуд
Хътчинс Хари Хапгуд на английски: Hutchins Harry Hapgood (1869 – 1944) е американски журналист, писател, индивидуалист и философ на анархизма, добре известен в бохемските среди на Ню Йорк около началото на XX век. Застъпник на свободната любов и последовател на германските философи Макс Щирнер и Фридрих Ницше.

## Живот и кариера
Хапгуд е роден като Чарлз Хътчинс Хапгуд (1836 – 1917) и Фани Луиз (Пауърс) Хапгуд (1846 – 1922) и израства в Алтън, Илинойс, където баща му е богат производител на селскостопанско оборудване. Той е по-малкият брат на журналиста и дипломат Норман Хапгуд. След една година в Мичиганския университет той се прехвърля в Харвардския университет, където получава бакалавърска степен през 1892 г. и получава магистърска степен през 1897 г. Две от следващите години прекарва в изучаване на социология и философия в университетите в Берлин и Фрайбург, Германия. Отначало той става учител по английска композиция в Харвард и Чикагския университет, но в крайна сметка е вдъхновен от по-големия си брат Норман да преследва кариера в журналистиката.
Той получава първата си работа в New York Commercial Advertiser (по-късно известен като New York Globe). Негов наставник там е Линкълн Стефенс, „репортерът мръсник“. На 22 юни 1899 г. той се жени за Нийт Бойс, асистентка на Стефънс и журналистка. През 1904 г., когато Advertiser е преработен като Globe, той се връща в Чикаго за известно време и става драматичен критик на Chicago Evening Post. Връщайки се в Ню Йорк, той прекарва голяма част от кариерата си като редакционен писател за New York Evening Post, Press и Globe.

## Творчество
- Paul Jones (1901) OCLC 613148935
- The Spirit of the Ghetto: Studies of the Jewish Quarter in New York (1902, reissued by Belknap Press, 1983. ISBN 0-674-83266-3)
- The Autobiography of a Thief (1903)[5]
- The Spirit of Labor (1907, reissued by the University of Illinois Press, 2004. ISBN 0-252-07187-5)[6][7]
- Types from City Streets (1910, reissued by Garret Press, 1970. ISBN 0-512-00759-4)[8]
- An Anarchist Woman (Novel, 1909)[9]
- The Story of a Lover (1919, published anonymously)
- A Victorian in the Modern World (Autobiography, 1939, reissued by the University of Washington Press, 1972: ISBN 0-295-95183-4)